# Graziella (miniserie televisiva)
Graziella è una miniserie televisiva italiana del 1961, tratta dall'omonimo romanzo di Alphonse de Lamartine.

## Trama
La trama autobiografica è basata su una storia d'amore tra lo scrittore de Lamartine e la figlia di un pescatore dell'isola di Procida.
Il romanziere prima seduce la fanciulla ma poi torna in Francia. Le aveva promesso di tornare e dunque torna ma anni dopo. Nel frattempo lei però è deceduta. Predomina nello sceneggiato la fedeltà al linguaggio poetico di pagine simboliche e ricche di pathos, facendogli raccogliere un buon successo di pubblico.

## Produzione
L'adattamento e la traduzione sono dello sceneggiatore Alfio Valdarnini, la regia è di Mario Ferrero. Tra gli interpreti, Corrado Pani, Ilaria Occhini, Luca Ronconi, Fosco Giachetti, Tina Lattanzi e Fulvia Mammi.
Lo sceneggiato fu interamente girato negli studi della RAI di Napoli con scenari dipinti, scene di Lucio Lucentini e di Giuliano Tullio. Le ambientazioni esterne ed interne ricostruivano Parigi, città di origine del giovane scrittore francese Alphonse e l’isola di Procida dove incontra Graziella. Gli scenografi si ispirarono alle opere di Pitloo e di Hackert esposte nel museo del Palazzo Reale di Caserta: furono trattate come dei gouache di fine Settecento e Ottocento, con un risultato grafico molto particolare. Una rappresentazione teatrale che si avvaleva anche della messa in scena di un'opera lirica tratta dal romanzo dello stesso Lamartine.
Il romanzo aveva già avuto in Italia una trasposizione cinematografica con l'omonimo film diretto da Giorgio Bianchi nel 1955 con protagonisti Maria Fiore e Jean-Pierre Mocky.

## Distribuzione
La miniserie venne trasmessa in quattro puntate sul Programma Nazionale (l'odierna Rai 1) dall'11 giugno al 2 luglio 1961.

## Accoglienza
Aldo Grasso giudica "intensa" l'interpretazione di Corrado Pani nel ruolo di Alphonse.